# 紫边假瘤蕨
紫边假瘤蕨（学名：Phymatopteris roseomarginata），为水龙骨科假瘤蕨属下的一个植物种。